# 圣费尔南多 (加利福尼亚州)
圣费尔南多（英語：San Fernando），是美国加利福尼亚州洛杉矶县下属的一座城市。建市于1911年8月31日，面积大约为2.37平方英里（6.1平方公里）。根据2010年美国人口普查，该市有人口23,645人。